# فرودگاه مانو کوتاک
فرودگاه مانو کوتاک (به انگلیسی: Manokotak Airport) یک فرودگاه همگانی بهره‌برداری هوایی با کد یاتا KMO است که یک باند فرود شن دارد و طول باند آن ۸۲۹ متر است. این فرودگاه در شهر مانوکوتاک، آلاسکا کشور ایالات متحده آمریکا قرار دارد و در ارتفاع ۱۶ متری از سطح دریا واقع شده‌است.